# Politică de neingerință
Politica de neingerință (neamestec) este o politică internațională care pleacă de la ideea suveranității unui stat și care declară ca nepermise și neadmisibile intervențiile unor puteri străine în afacerile de politică internă ale acestuia. 
Acest principiu a fost inclus în statutul ONU în anul 1945. El este luat în discuție deseori, în situații concrete ridicate de relațiile politice dintre state. 
În perioada interbelică (1918-1939) a exista un astfel de caz, în timpul Războiului Civil din Spania, când Marea Britanie și Franța n-au intervenit deschis, politic sau militar pentru nici una din părțile combatante spaniole, și totodată au căutat să determine toate puterile europene să păstreze aceeași politică, de neingerință. Se pare că Franța și Marea Britanie au procedat astfel forțate de cauze politice interne dar și temând-se ca altfel ar putea să agraveze relațiile tensionate cu Germania Nazistă a lui Hitler și Italia Fascistă a lui Mussolini, care au sprijinit rebeliunea militară (1936÷1939) condusă de Francisco Franco împotriva regimului legal republican. Cele mai multe state europene au adoptat politica de neingerință propusă, și astfel, sub auspicii britanice a fost instituită la Londra la 9 septembrie 1936  „Comisia internațională pentru asigurarea neingerinței (neamestecului)”, cu participarea statelor: Albania, Austria, Belgia, Bulgaria, Cehoslovacia, Danemarca, Estonia, Finlanda, Franța, Germania, Grecia, Irlanda, Italia, Iugoslavia, Letonia, Lituania, Luxemburg, Marea Britanie, Norvegia, Polonia, Portugalia, iar de la 28 septembrie 1936 s-au afiliat România, Turcia, Ungaria și Uniunea Sovietică. 
La cererea guvernului republican spaniol, URSS și Franța (într-un mod mult mai modest și mai discret) i-au acordat un oarecare sprijin dar, în ultimă instanță, Comisia de neamestec londoneză nu a putut împiedica intervenția masivă, deschisă și decisivă în favoarea lui Franco a Germaniei și Italiei și care a condus la victoria generalului Franco, devenit apoi dictator.

## Declin
De la sfârșitul războiului rece, noile norme emergente ale intervenției umanitare contestă norma de neintervenție, bazată pe argumentul că, în timp ce suveranitatea conferă drepturi statelor, există și responsabilitatea de a-și proteja cetățenii. Idealul, un argument bazat pe teoria contractelor sociale, justifică unele state să intervină în alte state în cazul în care acestea din urmă nu reușesc să protejeze cetățenii lor (sau sunt implicați în mod activ în a le dăuna).
Această idee a fost folosită pentru a justifica operațiunea de intervenție sancționată de către ONU în Irakul de Nord în 1991 pentru a proteja kurzii și în Somalia, UNOSOM I și UNOSOM II din 1992 până în 1995, în absența puterii de stat. Cu toate acestea, după evenimentul american "Black Hawk Down" din 1993, în Mogadishu, SUA au refuzat să intervină în Rwanda sau Haiti. Cu toate acestea, în pofida puternicei opoziții din partea Rusiei și a Chinei, ideea responsabilității de a proteja a fost din nou utilizată pentru a justifica intervenția NATO în Kosovo în 1999 și intervenția militară din 2011 în Libia. 